# Jacques Duby
Jacques Duby (* 7. Mai 1922 in Toulouse; † 15. Februar 2012 in Paris) war ein französischer Schauspieler.

## Leben

### Ausbildung und Theater
Duby wurde unter dem vollständigen bürgerlichen Namen Jacques Charles Stanislas Duby geboren. Sein Vater war Arzt; dieser schickte Duby in seiner Jugend zum Sprechunterricht, um seine Schüchternheit zu überwinden.
Duby absolvierte eine Schauspielausbildung am Conservatoire de Paris. Anfang der 1950er Jahre begann Duby seine Karriere als Theaterschauspieler; zu seinen ersten Auftritten gehörte 1950 seine Mitwirkung in der Komödie L’Etranger au théâtre von André Roussin am Pariser Kabarett Chez Gilles. 1950/1951 trat er in mehreren kleineren Rollen (englischer Edelmann, Diener) am Centre dramatique de l’Ouest in Rennes in Shakespeare Spätwerk Cymbeline auf; sein Partner in der Titelrolle war Georges Wilson. Er wurde Mitglied der von Jean-Pierre Grenier und Olivier Hussenot gegründeten Theaterkompagnie Grenier-Hussenot. Duby trat dort in Theaterstücken von Marcel Aymé auf: als Vicomte Octave de Clérambard in Clérambard (1954, Comédie des Champs-Elysées) und als Valentin in Les Oiseaux de lune (1955, Théâtre de l’Atelier).
In den 1960er Jahren spielte Duby vor allem in Boulevardkomödien, vornehmlich von Marc Camoletti, unter anderem in Semiramis (1963, Théâtre Édouard VII) und Secretissimo (1965, Théâtre des Ambassadeurs). Außerdem übernahm er verschiedene Musical-Rollen, so den Fensterputzer Finch in dem Musical How to Succeed in Business Without Really Trying von Frank Loesser (1964, Théâtre de Paris) und den Versicherungsvertreter Oscar in dem Musical Sweet Charity (1970, Théâtre de la Gaîté mit Sydney Chaplin und Magali Noël. Beide Rollen nahm Duby in französischer Sprache auch für die Schallplatte auf.
1972 spielte er am Théâtre des Célestins in Lyon die Rolle des Bérenger (Behringer) in dem Theaterstück Die Nashörner. 1973 trat er mit der von Robert Dhéry und Colette Brosset gegründeten Theaterkompagnie Les Branquignols in Paris im Théâtre La Bruyère auf. Ende der 1980er Jahre beendete Duby seine Karriere als Theaterschauspieler. Zu seinen letzten Theaterrollen gehörte 1989 seine Rolle in der Boulevardkomödie L’Œuf à la première personne von Félicien Marceau am Théâtre de la Potinière in Paris; bei dieser Produktion führte Duby auch Regie.

### Film und Fernsehen
Im Kino übernahm Duby meist die zweite Hauptrolle, häufig auch Nebenrollen. Er spielte auf der Leinwand meist lächerliche, am Rande stehende Figuren. Dubys interpretierte häufig naive, zerbrechliche Charaktere. Dubys Filmdebüt erfolgte 1952, eher unbemerkt, als Antoine Boitelle in dem Episodenfilm Trois femmes von André Michél. Der Durchbruch gelang ihm 1953, unter der Regie von Marcel Carné, in der Rolle des Lyoner Kaufmanns Camille Raquin in der Literaturverfilmung Thérèse Raquin. Darin verkörperte er, an der Seite von Simone Signoret, den betrogenen und verlassenen Ehemann, der seine Ehefrau Thérèse Raquin an den italienischen Lastwagenfahrer Laurent (Raf Vallone) verliert.
Daraufhin erhielt er Rollen in den Filmkomödien Courte-tête (1955) von Norbert Carbonnaux mit Fernand Gravey und in Der Mann im Regenmantel (L’homme à l’imperméable, 1957) von Julien Duvivier mit Fernandel. Unter der Regie von Duvivier drehte er auch die Kinofilme Immer wenn das Licht ausgeht (Pot-Bouille, 1957) und Lichter von Paris (Boulevard, 1960). In dem Filmdrama Immer wenn das Licht ausgeht verkörperte er die Rolle von Auguste Fabre. Er spielte, neben Danielle Darrieux und Gérard Philipe, der den leichtlebigen Frauenhelden Octave Mouret gab, den zweiten Sohn des Hausbesitzers und den von seiner Ehefrau Marie (Dany Carrel) betrogenen Ehemann. In dem Filmdrama Lichter von Paris spielte er den homosexuellen, italienischen Maler Giuseppe Amato, von dem der junge Hauptdarsteller, der 16-jährige Georges 'Jojo' Castagnier, gespielt von Jean-Pierre Léaud zugleich abgestoßen und fasziniert ist. In dem französisch-italienischen Filmmelodram Christine (1958), einer freien Verfilmung von Arthur Schnitzlers Theaterstück Liebelei, übernahm er die Rolle des Komponisten Joseph Binder. Er verliert, als zurückgewiesener Liebhaber, seine Geliebte Christine (Romy Schneider) an den attraktiven Dragoner-Leutnant Fritz Lobheimer (Alain Delon).
Von den Regisseuren der Nouvelle Vague wurde Duby nur selten besetzt. Da seine Kinokarrie stagnierte, wandte sich Duby in den 1960er Jahren wieder verstärkt dem Theater zu.
Spätere Kinorollen, nahezu ausschließlich Nebenrollen, hatte er, unter der Regie von Henri Verneuil, als Raymond Robel in dem Gangsterfilm Der Clan der Sizilianer (1969) neben Jean Gabin, Alain Delon und Lino Ventura und als Immobilienmakler in dem Filmdrama Le Coup de sirocco (1978) von Alexandre Arcady mit Roger Hanin. Eine wichtige Rolle hatte er als Julien in dem Film Der Spatz von Paris (1973), der ersten Filmbiografie über Édith Piaf, gedreht von Guy Casaril mit Brigitte Ariel in der Titelrolle. Seine letzte Kinorolle hatte er 2003 in der Filmkomödie Je reste! von Diane Kurys. Darin spielte er, an der Seite von Sophie Marceau und Vincent Perez als Liebespaar, den alten, sich in Unterwäsche zeigenden Nachbarn.
Im Fernsehen hatte er eine durchgehende Serienrolle als Bürgermeister Paul Crochon (Maire Crochon) in der französischen Sitcom Maguy. Das Fernsehen bot seinem Talent eine große Bühne, als er 1973 – fast zwanzig Jahre nach der Uraufführung – in André Barsacqs TV-Adaption von Marcel Aymés Die Mondvögel erneut den Valentin spielte, diesmal verliebt in die 26 Jahre jüngere Claude Jade (als Sylvie). Episodenrollen hatte er unter anderem in den Fernsehserien Claudine (1978) von Édouard Molinaro, Navarro (1991, mit Roger Hanin in der Titelrolle) und Maître Da Costa (1997, ebenfalls mit Hanin in der Titelrolle). Außerdem wirkte er in zwei Folgen der Kriminalserie Les Enquêtes du commissaire Maigret, mit Jean Richard als Kommissar Maigret, mit.
In insgesamt fünf Werbespots war er im Fernsehen (erstmals im Oktober 1968) als Werbedarsteller für die französische Käsemarke Boursin tätig.

### Sprechertätigkeit
In den 1960er Jahren nahm Duby zahlreiche Schallplatten mit Werken von Walt Disney auf, so 101 Dalmatiner (1961), Pinocchio (1968), Die drei kleinen Schweinchen (Les Trois Petits Cochons, 1968) und Das Dschungelbuch (1968).
Duby machte sich auch als Rezitator einen Namen; er sprach und nahm Gedichte auf, insbesondere von Guillaume Apollinaire, so Les Colchiques. Außerdem nahm er von Apollinaire das Gedicht Si je mourais là-bas aus den Poèmes à Lou auf.

### Tod
Duby starb im Alter von 89 Jahren in Paris. Die Trauerfeierlichkeiten fanden am 23. Februar 2012 in der Kirche St-Roch in Paris statt. Duby wurde am 23. Februar 2012 auf dem Friedhof Montmartre beigesetzt.

## Filmografie (Auswahl)
- 1952: Trois femmes
- 1953: Thérèse Raquin – Du sollst nicht ehebrechen (Thérèse Raquin)
- 1954: Weiße Sklavinnen für Tanger (Les Impures)
- 1955: Frou-Frou, die Pariserin (Frou-Frou)
- 1955: Zwischenlandung in Paris (Escale à Orly)
- 1955: Die schwarze Akte (Le dossier noir)
- 1956: Courte tête
- 1957: Der Mann im Regenmantel (L’Homme à l’imperméable)
- 1957: Immer wenn das Licht ausgeht (Pot-Bouille)
- 1958: Christine
- 1958: Frauengefängnis (Prisons de femmes)
- 1960: Lichter von Paris (Boulevard)
- 1964: Interpol jagt leichte Mädchen (Requiem pour un caïd)
- 1967: Allô Police (Fernsehserie, 1 Folge)
- 1967: Das älteste Gewerbe der Welt (Le plus vieux métier du monde)
- 1969: Monte Carlo Rallye (Monte Carlo or Bust!)
- 1969: Der Clan der Sizilianer (Le clan des Siciliens)
- 1970: Die Geliebte des Anderen (Qui?)
- 1970: Die Novizinnen (Les Novices)
- 1971: Die Mondvögel
- 1973: Der Spatz von Paris (Piaf)
- 1978: Claudine (Fernsehserie, eine Folge)
- 1979: Le Coup de sirocco
- 1979–1985: Les Enquêtes du commissaire Maigret (Fernsehserie, zwei Folgen)
- 1985: Maguy (Fernsehserie)
- 1991: Kommissar Navarro (Navarro) (Fernsehserie, eine Folge)
- 1997: Maître Da Costa (Fernsehserie, eine Folge)
- 2003: Je reste!